# Хан, Имран
Имра́н Ахме́д Хан Ниязи́ (англ. Imran Ahmed Khan Niazi, урду عمران احمد خان نیازی‎, пушту عمران احمد خان نیازی‎; род. 5 октября 1952, Лахор, Доминион Пакистан) — пакистанский государственный деятель, бывший профессиональный игрок в крикет. Является лидером партии Движение за справедливость. Премьер-министр Пакистана (2018—2022).

## Биография
Имран Хан родился 25 ноября 1952 года в Лахоре, его отец был инженером-строителем. Когда Имрану исполнилось 18 лет, он стал выступать за национальную команду Пакистана по крикету, сыграв первый матч против сборной Англии в 1971 году. В 1972 году окончил Оксфордский университет со степенью бакалавра экономики. В 1982 году Имран Хан стал капитаном сборной команды Пакистана по крикету. Он был капитаном команды с 1982 по 1992 год. В 1983 году справочник по крикету «Крикет-Альманах Уиздена» назвал Имрана Хана лучшим крикетистом года. В 2010 году его имя включили в зал славы Международного совета крикета.
В 1992 году Хан начал встречаться с немецкой телеведущей Кристианой Баккер. Он дал ей книги об исламе и взял её с собой в путешествие по Пакистану. В 1995 году она приняла ислам суннитского толка, ранее она исповедовала протестантизм. Отношения закончились через три года. По словам Беккер, она и Хан планировали пожениться и переехать в Скарду.
В 1996 году основал партию «Движение за справедливость», в 2002 году был избран в Национальную ассамблею (нижняя палата парламента), став единственным представителем своей партии в парламенте. Выступал с резкими высказываниями в адрес правительства Наваза Шарифа, обвиняя его в коррупции, призывал к принятию антикоррупционных законов. Также выступал против вмешательства США во внутреннюю политику Пакистана.
9 августа 2012 года руководство террористического движения «Техрик-е Талибан Пакистан» заявило, что не знает, как реагировать на планирующиеся акции протеста в Зоне Племён. Руководство пакистанского Талибана взяло перерыв до конца недели, чтобы решить, разрешать митинг в Южном Вазиристане или нет. Представитель Талибана опроверг появившуюся ранее информацию о том, что талибы пришлют террористов-смертников на митинг в Вазиристан, чтобы взорвать Имрана Хана, хотя самого Имрана талибы считают «неверным» за его либеральные взгляды.
В 2018 году его супругой стала Бушра Биби.
Во время протестного марша в ноябре 2022 года Бывший премьер-министр Пакистана получил от трёх до четырёх ранений в ногу.

### Премьер-министр Пакистана
25 июля 2018 года состоялись парламентские выборы, относительную победу на которых одержала созданная Ханом партия «Техрик-е-Инсаф». Она получила 116 мест из 270.
18 августа 2018 года Имран Хан возглавил коалиционное правительство Пакистана, сформированное по итогам выборов. Накануне его кандидатуру поддержали 176 депутатов Национальной ассамблеи (на четыре голоса больше минимально необходимого количества), а его основного соперника Шахбаза Шарифа — 96.
Имран Хан объявил борьбу с коррупцией главным направлением своей политики. Во внешней политике в период его премьерства сохранилась напряженность с Индией и ухудшились отношения с США, которые заморозили военную помощь Пакистану, составлявшую $1,3 млрд в год. При этом улучшились отношения Пакистана с Китаем и Россией.

#### Отстранение от должности
8 марта 2022 года оппозиционные партии представили ему вотум недоверия в Секретариат Национальной ассамблеи.
1 апреля 2022 года премьер-министр Имран Хан объявил, что в контексте вотума недоверия ему в Национальном собрании «истеблишмент» предоставил три варианта на выбор, а именно: «отставка, недоверие [голосование] или выборы». 3 апреля в обращении к народу Имран Хан объявил, что посоветовал президенту Пакистана распустить Национальную ассамблею Пакистана. После роспуска Национальной ассамблеи правительством был издан циркуляр о том, что Имран Хан прекращает занимать пост премьер-министра Пакистана. Кульминацией этого стал конституционный кризис, поскольку в соответствии со статьёй 224 (A) Конституции Пакистана действующий премьер-министр продолжает занимать должность премьер-министра на временной основе до тех пор, пока не будет назначен временно исполняющий обязанности премьер-министра.
10 апреля был проведён вотум недоверия, и Имран Хан был отстранён от должности, став первым премьер-министром Пакистана, отстранённым от должности на основании вотума недоверия.
На довыборах 2022 года в парламент Пакистана выдвигался в 8 округах, победил в 7 округах.
В августе 2022 года Имрану Хану было предъявлено обвинение по закону о терроризме. Власти утверждают, что он своими речами запугал полицейских и судей и подорвал мир в стране. Поводом для обвинения стало то, что Имран Хан на митинге критиковал высоких начальников полиции и судью за арест руководителя его штаба Шахбаза Гилла. Он сказал, что полиция пытала Шахбаза Гилла, правительство это отрицает. Сторонники экс-премьера угрожали помешать аресту Имрана Хана.
Имран Хан, со своей стороны, в октябре 2022 года организовал «долгий марш» протеста в Исламабад с требованием распустить парламент и назначить досрочные выборы на более ранний срок, чем предложенный май 2023 года. 3 ноября 2022 года в Вазирабаде по протестующим была открыта стрельба, и Имран Хан был ранен в ногу.

### Арест в 2023 году и судебные процессы
В результате ордера на арест, выданного районным и сессионным судом Исламабада, полиция Исламабада и полиция Лахора начали операцию по аресту бывшего премьер-министра Имрана Хана 14 марта 2023 года. 9 мая Имран Хан был арестован в Верховном суде Исламабада военизированными формированиями в связи с его предполагаемой ролью в деле о доверительном управлении Аль-Кадира, после чего члены партии PTI призвали к общенациональным протестам.
Имран Хана обвинили в том, что он получал подарки от иностранных лидеров и заработал на этом около $630 тыс. Арест Имран Хана вызвал беспорядки и столкновения его сторонников с полицией, в результате чего несколько человек погибли. 12 мая 2023 года Высокий суд Исламабада объявил арест незаконным и обязал Хана немедленно освободить его. Хану был предоставлен гарантированный залог, и он был освобождён в тот же день, что означало, что он не мог быть повторно арестован по этим обвинениям в течение двух недель.
5 августа 2023 года по обвинению в коррупции Хан был приговорён к трём годам тюремного заключения и вновь арестован. В том же месяце приговор был приостановлен, но 31 января 2024 года Имран Хан был приговорён ещё к 14 годам заключения по отдельному делу, связанному с продажей иностранных подарков. Также ему было запрещено занимать должности в госучреждениях в течение 10 лет. В апреле 2024 года этот приговор был приостановлен.
30 января 2024 года Хан был приговорён ещё к 10 годам заключения по делу о разглашении государственной тайны, связанному с секретным сообщением, в котором якобы говорилось о том, что власти США, недовольные нейтральной позицией Имран Хана по конфликту России и Украины, требовали, чтобы он был смещён, и в случае отказа грозили стране изоляцией. Обвинение утверждало, что Хан обнародовал содержание этого сообщения и исказил информацию в целях достижения личной выгоды.
3 февраля 2024 года Имран Хан и его жена Бушра Биби были приговорены также к семи годам заключения каждый и штрафам по обвинению в том, что они поженились в 2018 году слишком рано после развода Бушры Биби с прежним мужем.
3 июня 2024 года Высокий суд Пакистана отменил приговор Имрану Хану по делу о разглашении государственной тайны. Но он остался в заключении по приговору о нарушении закона при женитьбе.